# Chambéria
Chambéria település Franciaországban, Jura megyében. Lakosainak száma 195 fő (2022. január 1.). Chambéria Orgelet, Chavéria, Marigna-sur-Valouse, Nancuise, Sarrogna és Valzin en Petite Montagne községekkel határos.

## Népesség
A település népességének változása:
| Lakosok száma | 182  | 134  | 135  | 160  | 167  | 164  | 175  | 182  | 189  | 195  |
|               | 1968 | 1982 | 1990 | 2006 | 2013 | 2015 | 2017 | 2019 | 2020 | 2022 |